# Cabreiros e Passos (São Julião)
Cabreiros e Passos (São Julião) (oficialmente: União das Freguesias de Cabreiros e Passos (São Julião)) é uma freguesia portuguesa do município de Braga, com 4,79 km² de área e 2082 habitantes (censo de 2021). A sua densidade populacional é 434,7 hab./km².

## História
Foi constituída em 2013, no âmbito de uma reforma administrativa nacional, pela agregação das antigas freguesias de Cabreiros e São Julião dos Passos e tem a sede em Cabreiros.

## Demografia
A população registada nos censos foi:
| Distribuição da População por Grupos Etários | Distribuição da População por Grupos Etários | Distribuição da População por Grupos Etários | Distribuição da População por Grupos Etários | Distribuição da População por Grupos Etários |
| -------------------------------------------- | -------------------------------------------- | -------------------------------------------- | -------------------------------------------- | -------------------------------------------- |
| Ano                                          | 0-14 Anos                                    | 15-24 Anos                                   | 25-64 Anos                                   | > 65 Anos                                    |
| 2001                                         | 400                                          | 410                                          | 1201                                         | 324                                          |
| 2011                                         | 322                                          | 277                                          | 1193                                         | 373                                          |
| 2021                                         | 262                                          | 211                                          | 1114                                         | 495                                          |

À data da junção das freguesias, a população registada no censo anterior (2011) foi:
| Freguesia atual                 | Freguesia atual  | Freguesia atual | Freguesias antigas    | Freguesias antigas | Freguesias antigas |
| Freguesia                       | População (2011) | Área (km²)      | Freguesia             | População (2011)   | Área (km²)         |
| ------------------------------- | ---------------- | --------------- | --------------------- | ------------------ | ------------------ |
| Cabreiros e Passos (São Julião) | 2082             | 4,8             | Cabreiros             | 1511               | 2,8                |
| Cabreiros e Passos (São Julião) | 2082             | 4,8             | São Julião dos Passos | 654                | 2                  |